# Буљкески динар
Буљкески динар била је монета која је после Другог светског рата, у периоду од 1945. до 1949. године, коришћена као средство плаћања у Грчкој општини у Војводини, у саставу ФНР Југославије. Ова привремена аутохтона заједница, била је екстериторијална комуна Грчке у селу Буљкес (данашњи Маглић), у околини Бачког Петровца. У њој су важили грчки законски прописи, и систем новчаница, које је влада ФНР Југославија признавала.
Ово изузеће из јурисдикције једне државе, укључујући и штампање и оптицај новчаница унутар једне суверене државе био је без преседана и куриозитет у државничкој пракси у СР Југославији (наследници ФНР и СФР Југославије), све до 1999. године и увођења у оптицај на Косову и Метохији и Црној Гори немачке марке (а потом и евра) као привремене званичне валуте.

## Предуслови
Када су се до октобра 1944. године, Немци евакуисали из Грчке, Народноослободилачка војска Грчке (ЕЛАС) контролисала је око две трећине земље. На конференцијама одржаним у септембру 1944. она је учествовала у изради договора о уједињењу, са супротстављеним групама отпора и владом у егзилу, послератној Грачкој влади. Када је нова влада наредила да се ЕЛАС разоружа, ова група је то одбила, због чега је дошло до избијање непријатељстава и отпочела је борба ЕЛАСА са осталим покретима отпора, а особито против паравојних формација колаборационистичке владе у Атини. Његово политичко крило ЕАМ почео је са нападима на ЕДЕС под оптужбама за колаборацију са окупаторима. Но прави разлог је био власт, ЕЛАС је био свестан ситуације да ће иза рата ЕДЕС уз помоћ Британаца обезбедити војну надмоћ. У том тренутку ЕДЕС је имао око 3.000 бораца, а ЕЛАС је имао снагу равну Грчкој националној армији. Мањи окршаји одвили су се у Епиру, где је је ЕДЕС имао главно упориште свог покрета, касније је долазило до бизарних тријангуларних битака између ЕЛАС-а, ЕДАС-а и Немаца. Све је то навело британске агенте да преговорима приклоне зараћене стране на такозвани споразум о прекиду ватре из Плаке. Међутим тај споразум је раскинут убиством вође ривалског мањег покрета отпора ЕККА - Димитриоса Псароса у до данас неразјашњеним околностима (тај догађај је и дан данас у Грчкој предмет жестоких полемика и сукоба).
Варкиским мировним споразум од 12. фебруара 1945. године, требало је да доведе до капитулације неколико хиљада најрадикалнијих чланова ЕЛАС. Нова ситуација приморале је комунисте да започну герилски рат (који су комунисти водили од 1946. године, и који је трајао до 1949. године) или емигрирају. Већина емиграната изабрала је Југославију као своје одредиште где су се придружили већ постојећим избегличким групама, док су остали отишли у Бугарску и Албанију. Већина њих су били припадници ЕЛАС-а из граничних области, претежно Грци, али и бројни Македонци.
Пријем и стални кампови у ФНР Југославији организовани су за емигранте и избеглице, пре свега на територији Народне Републике Македоније. Један од тих логора био је у Куманову. Из овог логора 1.454 лица пребачено је у Војводину 25. маја. Ова група, заједно са дошљацима, била је језгро из којег је настала Грчка општина у Војводини у околини Новог Сада, у бившем немачком селу Буљкес.

## Буљкески динар као средство плаћања
Самоизолована грчка заједница избеглица, у коју је било тешко ући и тешко из ње изаћи, наметнуло је Одбору Буљкеске општине, да преузима мере које су предузимале и друге „аутономне владе” у свету, да штампа свој новац. Тако је настао буљкески динар, као легално средство плаћања, који је штампан у месној штампарији у Буљкесу. У оптицају у овој „општини” биле су новчанице у укупном износу од 9.253.255 динара, од чега је до краја 1948. године издато 7.173.735, а у току 1949. године је издат и додатни износ од 2.079.520 динара. Количина буљкеског динара била је једнака укупном збиру зараде свих запослених у „општини”.
Ова емисија новца помогла да се створи резервна југословенска валуте која је коришћена у продавницама у селу.
И поред намера владе ФНРЈ да се Буљкес укључи у планске циљеве југословенске привреде и задатак у оквиру петогодишњег плана, које је село добило, то није реализовано. Покушај да се направи економски самодовољна заједница, која би ослободила југословенске власти од великих трошкова одржавања, ускоро се показао неизводљив, упркос релативно великим површинама под пољопривредним културама. Радионице у селу су функционисале преко Главног одбора Аутономне Покрајине Војводине, али никада нису платиле порез на добит у износу од 5 милиона динара, само за 1948. годину. Зато се, снабдевање храном, одећом, обућом и другим потрепштинама, одвијало јако отежано и рестриктивно преко Југословенске армије, Србије и војвођанских власти, Црвеног крста и других извора.
Емисијом сопственог новца (који није важио као средство плаћања ван овог села), за плаћање плата радника, Одбор је желео да принуди раднике да раде и буљкески динар зарађују у Буљкесу. На овај начин, радник је био „...принуђен да сав свој новац троши у Буљкесу, на робу која му је продавана и то по врло високим ценама”. Одбор је захваљући овој уредби имао велику суму 12.527.757 динара на банковном рачуну.

## Новчанице у оптицају
У оптицају су биле новчанице у апоенима 1, 10, 20, 50, 100, 500, 1000, динара.
Број познатих сачуваних примерака појединачних апоена је изузетно је мали. Изглед познатих новчаница је следећи:
- 1 ΔΗΝАΡΙΟ. Лице и наличје су светлонаранџасте боје, са оквирима и натписима црвене боје.
- 5 ΔΗΝАΡΙА, величине 83x46 mm. Лице је плаве боје, а наличије браон боје са зеленим оквиром. На наличју је главни мотив кантина.
- 10 ΔΗΝАΡΙА, величине 92x53 mm. Лице је плаве боје, са ознакама вредности у браон боји, а наличје жуте боје, са црвеним оквиром. На наличју је главни мотив фабрика.
- 20 ΔΗΝАΡΙА, величине 103x60 mm. Лице и наличје су светлонаранџасте боје, са оквирима и натписима зелене боје.
- 50 ΔΗΝАΡΙА, величине 115x60 mm. Лице је маслинастожуте боје, са оквиром и натписима браон боје, док је наличје светлобраон боје и оквиром маслинастозелене боје. На лицу су главни мотив зидари, а на наличју пилана.
- 100 ΔΗΝАΡΙА, величине 118x63 mm. Лице и наличје су браон боје. На лицу је главни мотив жетва, а на наличју трактор.
- 500 ΔΗΝАΡΙА, величине 133x31 mm. Лице и наличје су љубичасте боје, а ознаке вредности црне боје. На лицу су лево ковач, а десно косач, а на наличју мајка с дететом.

Позната су две различита идејна решења новчаница.
Новчанице од 1 и 20 динара су истог изгледа, носе натпис „Буљкес 1947”, с тим да је текст на новчаници од 20 динара одштампан црвеном бојом, а на новчаници од 1 динара је текст зелене боје. Обе носе потписе председника М. Терзиса (грч. Μ.Τερζης) и главног благајника Карафилиаса (грч. Καραφιλια).

Новчанице од 5, 10, 50, 100 и 500 динара, су без датума издања, и са различитим мотивима на свакој новчаници. На њима се налазе слабо читљиви потписи председника, као и директора економије.
На обе групе новчаница је исписан исти текст на грчком:
грч. 
грч. 
грч. 
Новчанице које су носиле ознаку...., налазиле су се у оптицају до 1949. године, када су коначно Грчка општина у Војводини угашена.